# Lublin R.IX
Lublin R.IX – polski ośmiomiejscowy samolot pasażerski w układzie dwupłatu z końca lat 20. XX wieku konstrukcji inż. Jerzego Rudlickiego, zbudowany w Zakładach Mechanicznych Plage i Laśkiewicz w Lublinie. Stanowił cywilną adaptację samolotu liniowego Lublin R.VIII. Prototyp został oblatany w kwietniu 1929 roku, jednak z powodu niskich osiągów nie został przyjęty do eksploatacji w PLL LOT i nie podjęto jego produkcji seryjnej.

## Historia

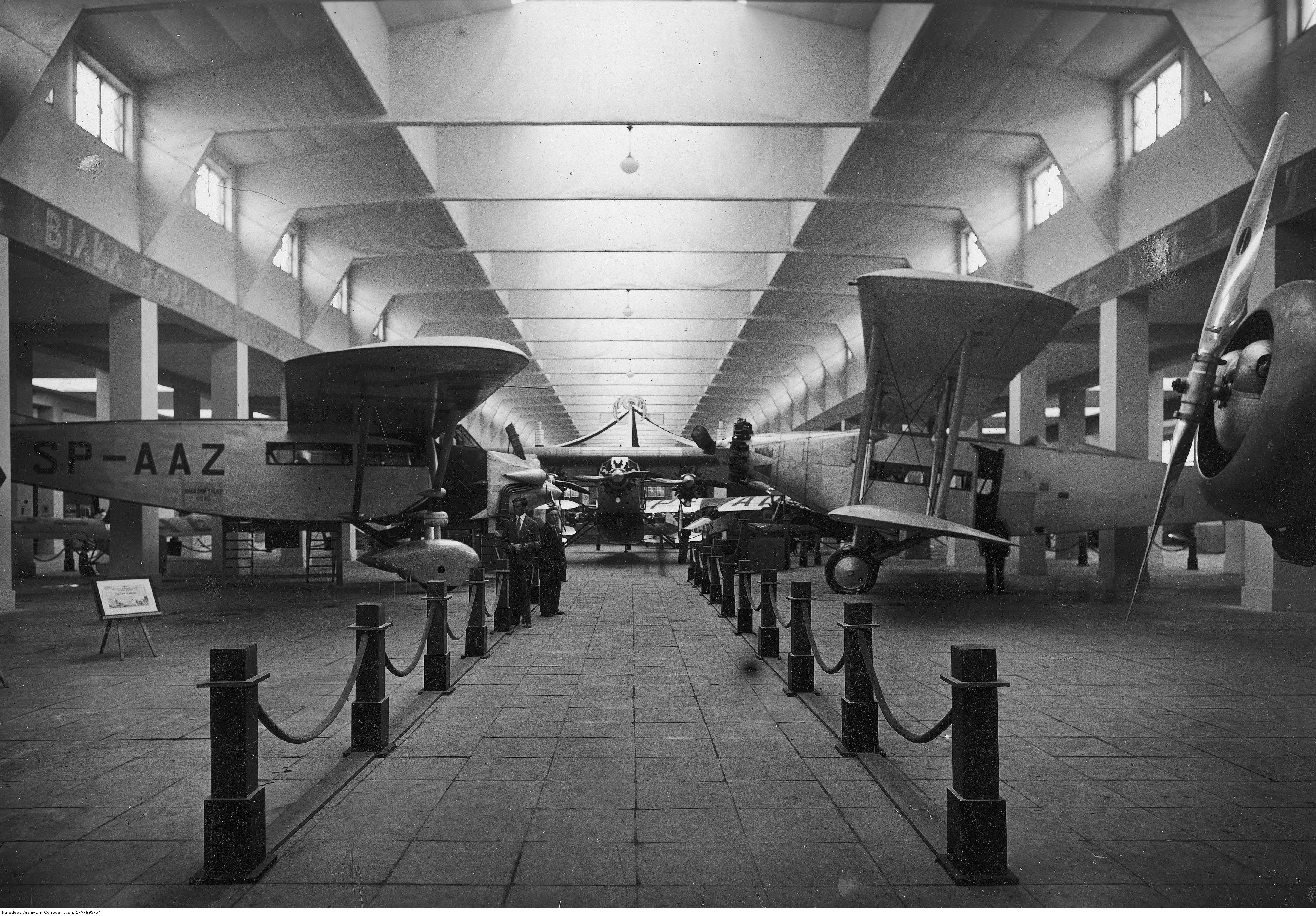
Lublin R.IX (z prawej) i PWS-20 (z lewej) na Międzynarodowej Wystawie Komunikacji i Turystyki w Poznaniu.

W drugiej połowie 1927 roku Ministerstwo Komunikacji ogłosiło konkurs na projekt ośmiomiejscowego samolotu pasażerskiego dla sześciu pasażerów i dwóch członków załogi, przeznaczonego do przewozu osób i towarów w krajowej komunikacji lotniczej. Do rywalizacji zgłoszono osiem projektów, wśród których znajdowały się cztery sygnowane przez PZL (T.200, T.400, T.600 i Y), jeden Podlaskiej Wytwórni Samolotów (PWS-20) i jeden z WWS Samolot (MN-2). Do konkursu przystąpiły też lubelskie Zakłady Mechaniczne Plage i Laśkiewicz z powstałym na przełomie 1927 i 1928 roku projektem inż. Jerzego Rudlickiego o oznaczeniu Lublin R.IX, będącym cywilną adaptacją samolotu liniowego Lublin R.VIII. Najlepsze miejsce w rozstrzygniętym 10 grudnia 1928 roku konkursie – II – przypadło konstrukcji inż. Zbysława Ciołkosza PWS-20. Mimo słabej oceny przez komisję konkursową, w 1928 roku rozpoczęła się budowa prototypu Lublina R.IX na zamówienie Ligi Obrony Powietrznej i Przeciwgazowej, dzięki subwencji Ministerstwa Komunikacji w wysokości 100 000 złotych. Dokumentacja została opracowana przez inż. Rudlickiego we współpracy z inżynierami: Stanisławem Glińskim, Januszem Langem, Witoldem Grabowskim, Marianem Bartolewskim i Jerzym Teisseyre. Samolot otrzymał niemal identyczne skrzydła i usterzenie jak R.VIII, nowy był natomiast spawany z rur stalowych kadłub i napęd. Prototyp został oblatany 18 kwietnia 1929 roku na fabrycznym lotnisku w Lublinie.
Od 16 maja do 30 września 1929 roku prototyp był prezentowany publiczności na Powszechnej Wystawie Krajowej w Poznaniu wraz z dwoma innymi samolotami Lublin – R.X i R.XI. W lipcu i sierpniu 1930 roku samolot eksponowano także na Międzynarodowej Wystawie Komunikacji i Turystyki w tym samym mieście (m.in. wraz z Lublinem R.XI, PWS-20T i Fokkerem F.VIIb/3m) . Lublin R.IX nie został jednak przyjęty do eksploatacji w PLL LOT z powodu niższych osiągów niż używane przez LOT Fokkery F.VII/1m oraz Junkersy F.13 (szczególnie małej prędkości przelotowej), wymagając też bardziej czasochłonnej obsługi. Z tego względu nie podjęto jego produkcji seryjnej, a jedyny zbudowany egzemplarz trafił do hangaru sterowcowego w Poznaniu, gdzie po kilku latach został skasowany.

## Opis konstrukcji i dane techniczne
Lublin R.IX był jednosilnikowym, ośmiomiejscowym dwupłatem pasażerskim o konstrukcji mieszanej. Kadłub tworzyła kratownica ze spawanych rur stalowych, pokryta płótnem. Kabina załogi dwumiejscowa, odkryta, umieszczona powyżej i za znajdującą się w kadłubie ogrzewaną i wentylowaną kabiną pasażerską, wyposażoną w sześć foteli w dwóch szeregach wzdłuż okien. Drzwi do kabiny pasażerskiej usytuowane były z lewej strony kadłuba.
Płaty prostokątne, dwudźwigarowe, trójdzielne, konstrukcji drewnianej z żebrami ze sklejki; do przedniego dźwigara kryte sklejką, dalej płótnem. Płat górny o rozpiętości 17 metrów połączony był z dolnym (o rozpiętości 14 metrów) słupkami z kroplowych rur duralowych i stalowymi cięgnami o przekroju soczewkowym. Środkowa część dolnego płata podparta była do kadłuba przy pomocy zastrzałów, zaś baldachim górnego płata wsparty był na kadłubie na zbudowanej z rur piramidce. Cięciwa płatów wynosiła 2,6 metra. Powierzchnia nośna skrzydeł wynosiła 76 m². Lotki na górnym płacie, ze skrzydełkami odciążającymi Avro. Obciążenie powierzchni wynosiło 40,8 kg/m², zaś współczynnik obciążenia niszczącego miał wartość 8,5.
Długość samolotu wynosiła 12,1 metra, a wysokość 4,5 metra. Masa własna  wynosiła 1814 kg, masa użyteczna 1286 kg, zaś masa całkowita (startowa) 3100 kg. Usterzenie klasyczne, drewniane, kryte płótnem, ze statecznikiem pionowym przestawialnym w locie, usztywnionym cięgnami oraz zastrzałami; stery otrzymały wyważenie aerodynamiczne. Podwozie klasyczne – podwozie główne trójgoleniowe z rur stalowych, z amortyzatorami olejowo-powietrznymi firmy Aerol, a z tyłu drewniana płoza ogonowa, amortyzowana sznurem gumowym.

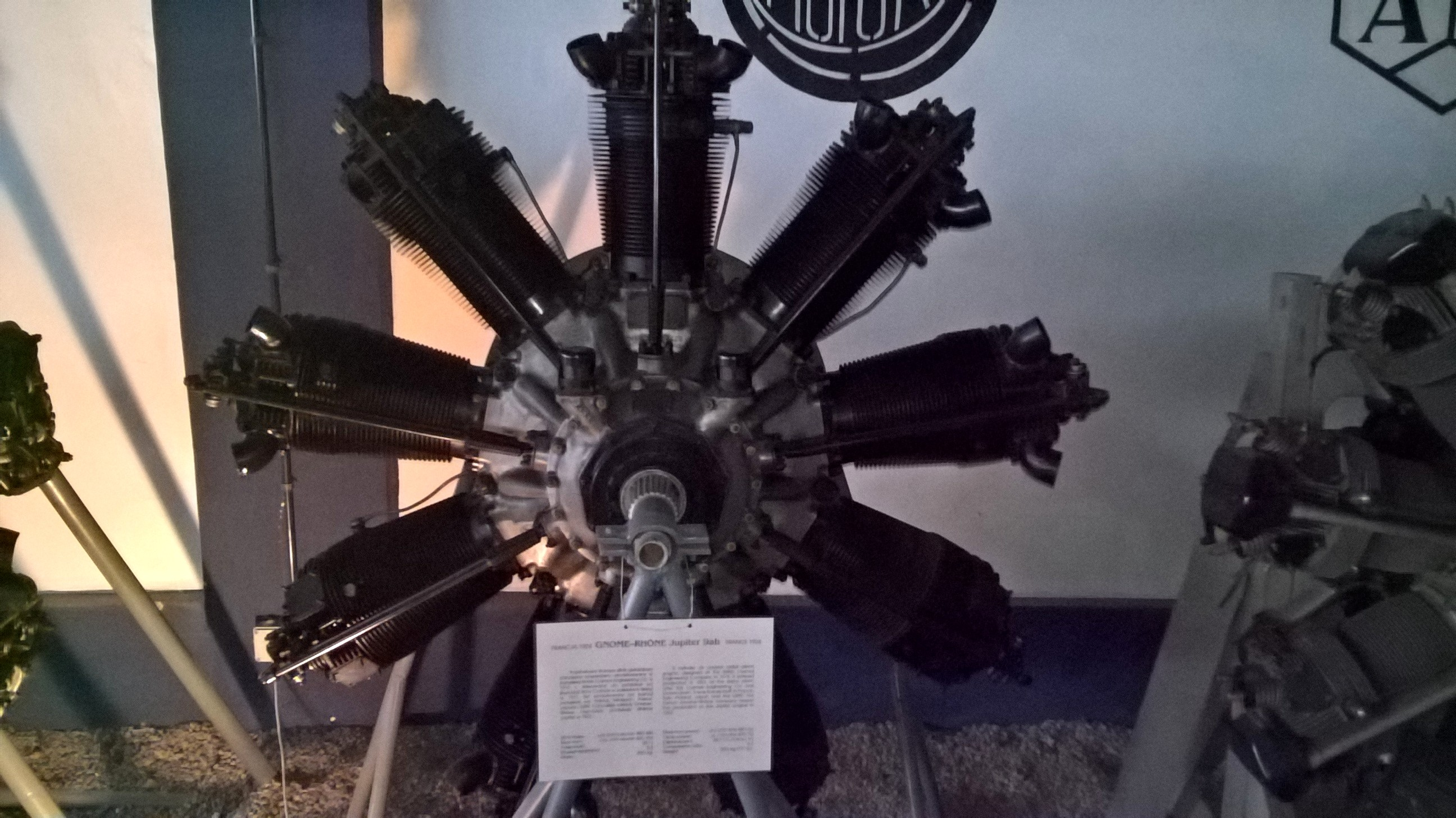
Silnik Gnome-Rhône Jupiter eksponowany w MLP w Krakowie.

Napęd stanowił chłodzony powietrzem 9-cylindrowy silnik gwiazdowy Gnome-Rhône Jupiter o mocy nominalnej 336 kW (450 KM) przy 1900 obr./min, mocy startowej 353 kW (480 KM) i masie 380 kg, napędzający stałe, drewniane, dwułopatowe śmigło ciągnące o średnicy 4,2 metra. Łoże silnika wykonane zostało z rur stalowych, osłona przodu kadłuba z blachy aluminiowej. Obciążenie mocy wynosiło 6,4 kg/KM. Zbiornik paliwa o pojemności 600 litrów umieszczony był w przodzie kadłuba za ścianą ogniową, z możliwością jego awaryjnego zrzutu. Prędkość maksymalna na poziomie morza wynosiła 175 km/h, prędkość przelotowa 145 km/h, zaś prędkość minimalna 85 km/h. Przelotowe zużycie paliwa wynosiło 120 litrów/h. Maszyna osiągała pułap 4000 metrów z prędkością wznoszenia wynoszącą 3,5 m/s. Samolot charakteryzował się rozbiegiem wynoszącym 100 metrów, zaś zasięg wynosił 700 km.

### Malowanie
Prototyp samolotu Lublin R.IX pomalowany był na kolor kremowy.